# San Germán (Ichilo)
San Germán ist eine Landstadt im Departamento Santa Cruz im Tiefland des südamerikanischen Anden-Staates Bolivien.

## Lage im Nahraum
San Germán ist zweitgrößte Stadt im Municipio Yapacaní in der Provinz Ichilo. Die Stadt liegt 23 Kilometer westlich von Yapacaní, auf einer Höhe von 280 m sieben Kilometer nordöstlich des Río Moile, einem Zufluss zum Río Ichilo.

## Geographie
San Germán liegt östlich vorgelagert der bolivianischen Cordillera Oriental am Rande des bolivianischen Tieflandes.
Die Jahresdurchschnittstemperatur der Region liegt bei etwa 24 °C (siehe Klimadiagramm Santa Fe de Yapacaní) und schwankt nur unwesentlich zwischen knapp 21 °C im Juni und Juli und gut 26 °C von November bis Januar. Der Jahresniederschlag beträgt etwa 1800 mm, bei Monatsniederschlägen zwischen 60 mm im Juli und durchschnittlichen Höchstwerten von 200 bis 300 mm in den Sommermonaten von Dezember bis Februar.

## Verkehrsnetz
San Germán liegt in einer Entfernung von 150 Straßenkilometern nordwestlich von Santa Cruz, der Hauptstadt des Departamentos.
San Germán liegt an der 1657 Kilometer langen Nationalstraße Ruta 4, die von Tambo Quemado an der chilenischen Grenze in West-Ost-Richtung das gesamte Land durchquert und nach Puerto Suárez an der brasilianischen Grenze führt. Sie führt über Cochabamba und Villa Tunari nach San Germán und weiter über Yapacaní, Santa Cruz und Roboré nach Puerto Suárez.

## Bevölkerung
Die Einwohnerzahl der Ortschaft ist in den vergangenen beiden Jahrzehnten auf ein Vielfaches angestiegen:
| Jahr | Einwohner | Quelle       |
| ---- | --------- | ------------ |
| 1992 | 299       | Volkszählung |
| 2001 | 1150      | Volkszählung |
| 2012 | 2312      | Volkszählung |
| 2024 |           | Volkszählung |

Die Region weist einen hohen Anteil an Quechua-Bevölkerung auf, im Municipio Yapacaní sprechen 50,4 Prozent der Bevölkerung Quechua.